# Lindholmens slott

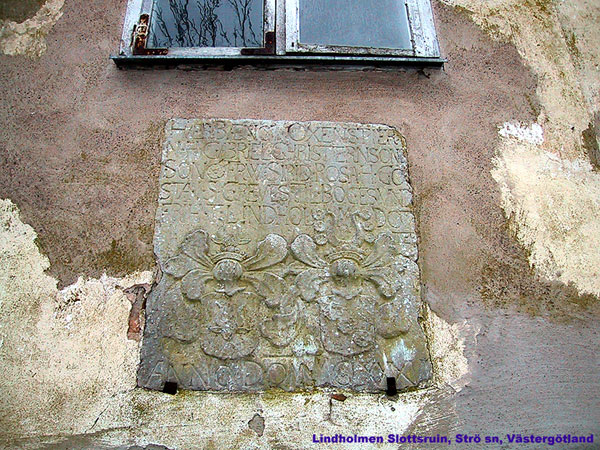
Lindholmen Slottsruin

Lindholmens slott är en slottsruin i Strö socken i Lidköpings kommun.
Försvarsanläggningarna låg en gång mitt i det smala sundet mellan Kålland och Kållandsö. I Svenskt Diplomatarium finns fem dokument skrivna av Ture Jönsson (Tre Rosor) på Lindholmen.

## Historia

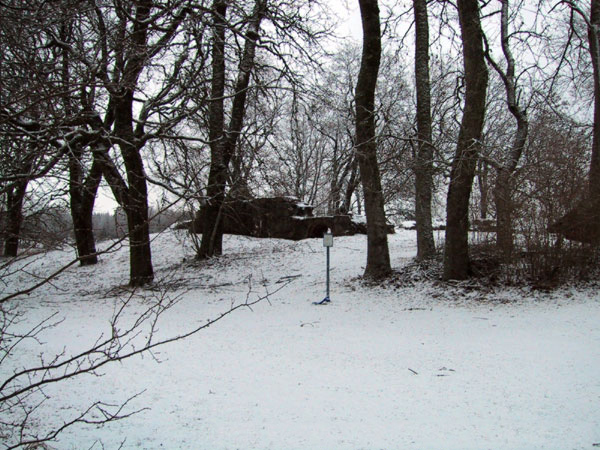
Lindholmen Slottsruin

Lindholmen omnämns för första gången med namnet "Lindholmz Spetal" 1514. Egendomen gjordes till sätesgård 1516 av rikshovmästaren Ture Jönsson (Tre Rosor). Efter Ture Jönssons död övertogs sätesgården av sonen Johan Turesson (Tre Rosor) och därefter sonsonen Gustav Johansson (Tre Rosor), greve till Bogesunds slott och friherre till Lindholmen. Genom dennes dotter Sigrid kom Lindholmen till viceamiralen Bengt Gabrielsson Oxenstierna den äldre. Han byggde om gården till ett stort befäst slott. Det var ungefär 16 meter i fyrkant invändigt och hade metertjocka murar. 1662 brann slottet ned men bygges upp igen. En storslagen barockanläggning skapades som förevigades i Sueciaverket, torn tillbyggdes och fyra flyglar i korsvirke byggdes på Slottsholmen varav en är bevarad. Arkitekten var en av de ledande kungliga, möjligen Tessin den äldre. Stor möda lades även ned på parkbyggnaderna som förbands med svängda kolonnader med antikiserande statyer. 
Kanslipresidenten Bengt Gabrielsson Oxenstierna bytte 1684 Lindholmen mot Rosersberg till greve Johan Gabriel Stenbock, vars svåger greve Axel Lillie 1685 ägde Lindholmens slott. Lillies sondotter Hedvig förde Lindholmen 1709 till sin man, riksrådet greve Magnus Julius De la Gardie och genom dennes dotter Eva De la Gardie kom det till Claes Ekeblad d.y., ägare av Stola herrgård, varigenom Lindholmen för en längre tid fick samma ägare.
Carl von Linné besökte slottet på sin Västgötaresa 1746. Slottet ägdes då av adelssläkten Ekeblad på Stola herrgård. Linné var mest intresserad av den berömda badstugan. Den var byggd av kalksten och marmor och smyckad med handmålat holländskt kakel, kristall och gyllene turkiska tapeter.
Linné skrev:  "Badstugan som var anlagd i Lindholmens trädgård, var ett mästerstycke, och det präktigaste jag sett i hela Västergötland, vars like till Badstuga man fåfängt lärer söka i Sverige". 
Han avslutade med: "man ej utan smärta kunde se en så stor härlighet, med så stor kostnad, och eftertanke anlagd, nu stå tom och utan inbyggare".
1792 brann slottet ner till grunden och idag återstår bara en stor 1600-talsflygel och resterna av den väldiga parkanläggningen, där en gång ett helgeandshus och badhus låg.
Ruinerna restaurerades 1931-32.